# Скрипаль (оповідання)
«Скрипа́ль» (англ. The Fiddler) — оповідання американського романіста Германа Мелвілла, написане у 1854 році. В цьому ж році автор надіслав його разом із оповіданнями «Півник!» і «Щаслива невдача» до нью-йоркського журналу Harper's Magazine, де його опублікували у вересні 1854 року в 52-му номері.
В цьому творі автор підіймає такі питання як психологічне сприйняття іншої людини, сенс і значення геніальності. В ньому можна віднайти і натяк на власну літературну невдачу, оскільки два романи Германа Мелвілла («Мобі Дік» і «П'єр, або Двозначності»), видані перед написанням «Скрипаля», критики не схвалили. В дечому оповідання виявилось пророчим, адже письменник помер майже забутим публікою, і вже після смерті розкритикований «Мобі Дік» приніс йому світову славу.

## Сюжет
Оповідач (Гелмстоун) щойно зазнав творчого падіння — його твір отримав нищівну рецензію. Дорогою він зустрічає свого друга Стендарда, який знайомить його зі своїм приятелем Гобоєм. Вони тягнуть Гелмстоуна до цирку, в якому виступає знаменитий клоун. Гелмстоун нудьгує і подумки висловлює презирство до низької забави, яка захоплює таку кількість людей. Натомість веселий Гобой отримує від виступу задоволення, а після цирку веде друзів до ресторану. Там він їх залишає заради якоїсь зустрічі. За його відсутності Стендард питає Гелмстоуна про враження, яке на нього справив новий знайомий. Той зізнається, що хоча Гобой і дуже йому сподобався, однак легкість його характеру свідчить про посередність натури і відсутність глибокої обдарованості. В цю мить Гобой повертається і запрошує їх до себе додому, де вражає грою на скрипці. Після відвідин Стендард повідомляє Гелмстоуну, що Гобой не хто інший як віртуоз, геній-вундеркінд, який замолоду збирав цілі зали поціновувачів свого мистецтва. Вражений Гелмстоун рве рукописи, купує скрипку і починає брати уроки музики у свого нового друга.